# Esercito prussiano
(Honoré de Mirabeau, De la monarchie prussienne, 1788)
L'esercito prussiano (in tedesco ufficialmente Königlich Preußische Armee) è stato l'esercito della Prussia dal 1701 al 1871, e si è rivelato uno strumento indispensabile per consentire l'ascesa del regno a potenza europea.
Ebbe le sue origini nelle milizie mercenarie del Brandeburgo durante la guerra dei trent'anni; l'elettore Federico Guglielmo nel 1644 le organizzò in un esercito permanente, che Federico Guglielmo I di Prussia ingrandì e migliorò. Federico il Grande condusse le truppe prussiane alla vittoria durante il XVIII secolo e grazie ad esse aumentò il prestigio del Regno di Prussia.
L'impronta dell'esercito era tuttavia ormai antiquata all'inizio delle guerre napoleoniche, e la Prussia uscì sconfitta dalla guerra della Quarta coalizione. Sotto la guida di Gerhard von Scharnhorst iniziò la modernizzazione dell'esercito prussiano, che ebbe parte alla sconfitta di Napoleone nella guerra della Sesta coalizione. I conservatori si opposero però ad alcune riforme, e fecero dell'esercito un baluardo del governo conservatore prussiano.
L'esercito prussiano uscì vincitore nel XIX secolo dalle guerre contro la Danimarca, l'Austria e la Francia, contribuendo all'unificazione della Germania che diede vita all'Impero tedesco nel 1871. Formò poi il nocciolo dell'esercito imperiale tedesco, che dopo la prima guerra mondiale lasciò il posto alla Reichswehr.

## Storia

### La nascita dell'esercito
L'esercito prussiano si sviluppò a partire dalle forze armate create durante il regno dell'Elettore Federico Guglielmo I di Brandeburgo (1640-1688). Durante la guerra dei trent'anni, in cui il Brandeburgo fu devastato, gli Hohenzollern si erano affidati soprattutto ad inefficienti mercenari lanzichenecchi: le forze svedesi ed imperiali poterono penetrare nel Paese ed occuparlo senza alcuna difficoltà.
Dopo essere asceso al trono di principe elettore, Federico Guglielmo diede inizio alla costituzione di un esercito permanente.

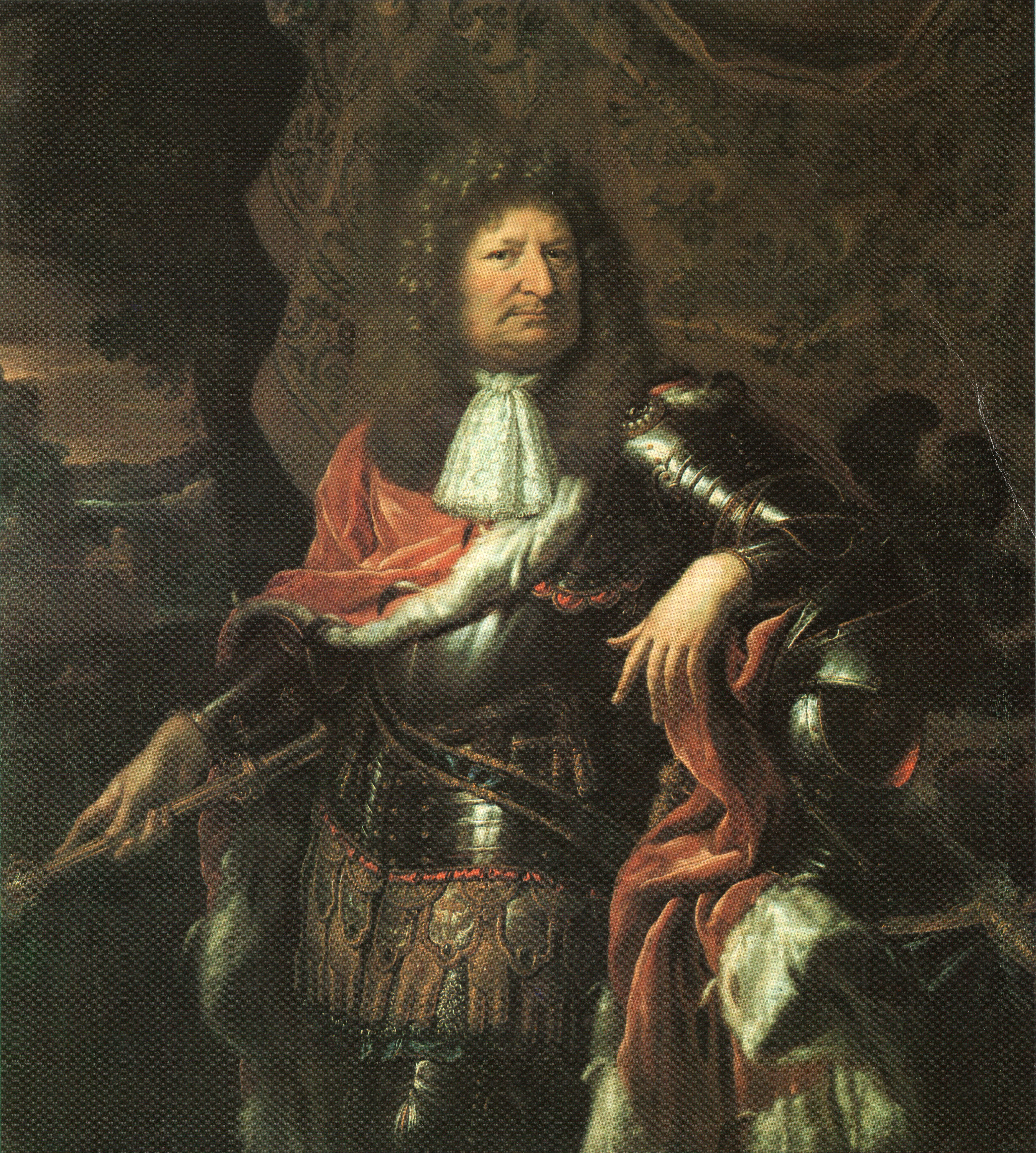
Federico Guglielmo I di Brandeburgo

Nel 1643-44 l'esercito contava solo 5.500 uomini, compresi i 500 moschettieri della guardia personale di Federico Guglielmo. Johann von Norprath, delegato dal principe, reclutò truppe nel Ducato di Kleve e nel 1646 organizzò in Renania un esercito di 3.000 olandesi e tedeschi. Lentamente vennero anche aumentate le truppe di guarnigione in Brandeburgo e nel Ducato di Prussia. Federico Guglielmo, oltre a basare le proprie riforme su quelle del Louvois, ministro della Guerra di Luigi XIV di Francia, cercò l'aiuto proprio della Francia tradizionalmente rivale della monarchia asburgica, e ne ottenne dei sussidi. La crescita dell'esercito gli consentì di ottenere importanti concessioni territoriali dalla Pace di Vestfalia del 1648, nonostante il contributo relativo portato dal Brandeburgo durante la guerra.
Federico Guglielmo tentò di creare un esercito di professionisti in un tempo in cui esistevano solo soldati di ventura: oltre a creare reggimenti autonomi e nominarne i colonnelli, impose un rigido regolamento disciplinare, che prevedeva ad esempio l'impiccagione come pena per il saccheggio, mentre gli atti di violenza sui civili da parte degli ufficiali costavano la sospensione dal servizio per un anno. Favorì l'ingresso nell'esercito dei cadetti della nobiltà, e ciò, nonostante le iniziali resistenze, costituì la base dell'alleanza con la monarchia degli Hohenzollern per un lunghissimo periodo.
Le truppe dell'Elettore erano tradizionalmente organizzate in forze provinciali indipendenti fra loro; nel 1655 Federico Guglielmo ne iniziò l'unificazione ponendole sotto il comando supremo di Otto Christoph von Sparr, feldmaresciallo di Brandeburgo-Prussia e con la nomina del Generalkriegskommissar Claus Ernst von Platen a capo degli approvvigionamenti: tali misure
ridussero l'autorità dei colonnelli mercenari, largamente prominente durante la guerra dei trent'anni.

### Le campagne del Grande Elettore

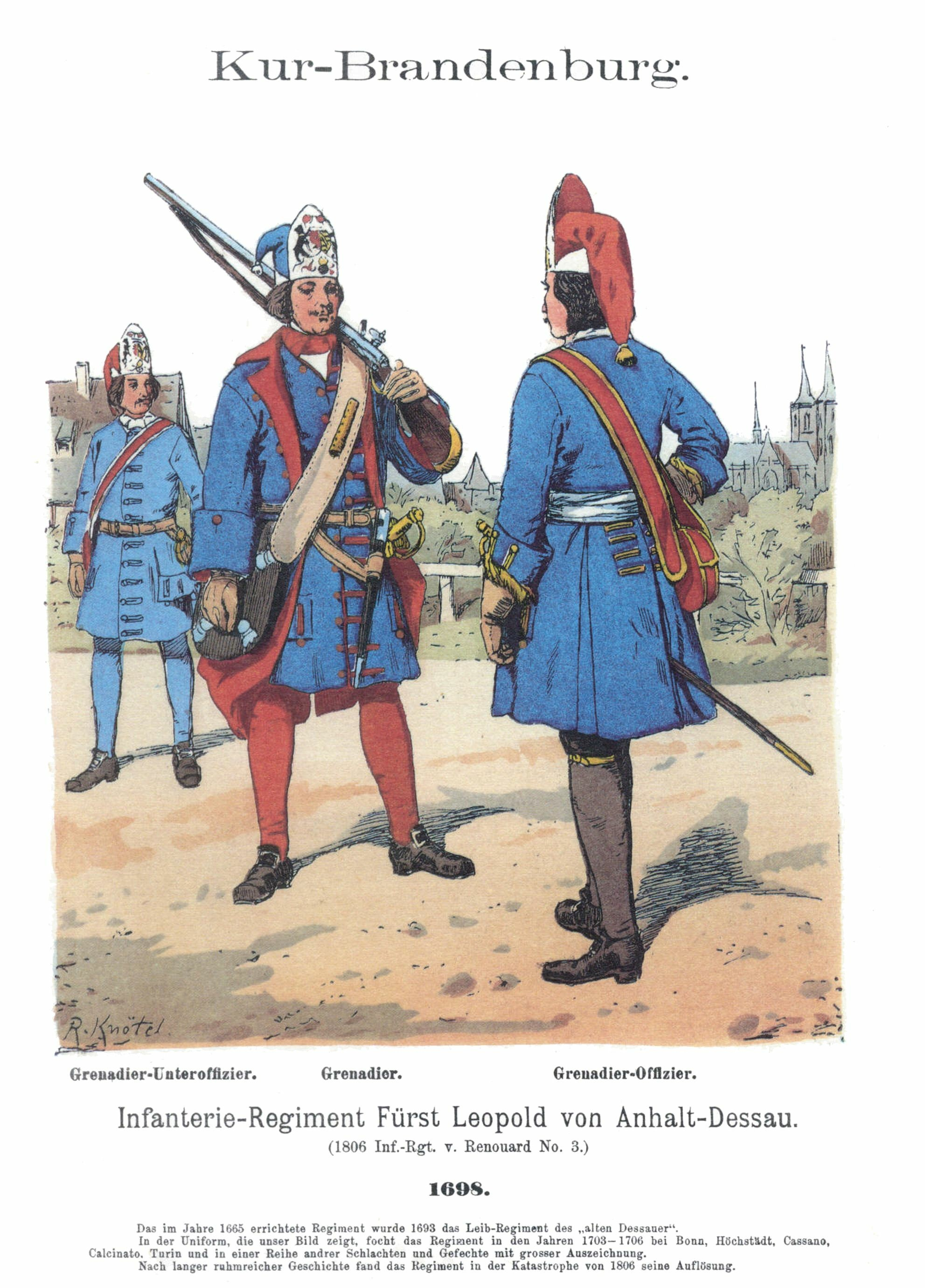
Truppe del Brandenburgo del reggimento di Leopoldo I di Anhalt-Dessau, 1698

Il nuovo esercito ebbe un vittorioso battesimo del fuoco nella battaglia di Varsavia, durante la Seconda guerra del nord. Gli osservatori furono impressionati dalla disciplina delle truppe brandeburghesi, così come del loro comportamento con la popolazione civile, ritenuto più umano di quello tenuto dai loro alleati svedesi. Il successo degli Hohenzollern mise in grado Federico Guglielmo di assumere la sovranità sul ducato di Prussia col
Trattato di Wehlau del 1657, col quale il Brandeburgo-Prussia si alleò con la Confederazione Polacco-Lituana. Nonostante avesse cacciato le forze svedesi dal territorio, l'Elettore non riuscì tuttavia ad acquisire la Pomerania Occidentale col Trattato di Oliva, poiché si era nel frattempo ristabilita una politica dell'equilibrio.
Nei primi anni settanta Federico Guglielmo sostenne i tentativi imperiali di reclamare l'Alsazia e contrastare l'espansione di Luigi XIV. Le truppe svedesi invasero il Brandeburgo nel 1674 mentre il grosso delle truppe dell'Elettore erano nei loro quartieri invernali in Franconia. Nel 1675 Federico Guglielmo fece muovere le sue truppe verso nord e circondò le truppe di Wrangel. L'elettore conseguì la sua più grande vittoria nella battaglia di Fehrbellin: quantunque scontro di minore importanza, apportò fama all'esercito del Brandeburgo-Prussia e valse a Federico Guglielmo il soprannome di "Grande Elettore". Dopo l'invasione svedese della Prussia nel tardo 1678, le forze di Federico Guglielmo cacciarono gli invasori con la cosiddetta "grande traversata in slitta" (Die große Schlittenfahrt); lo storico Thomas Carlyle ha paragonato la ritirata svedese, in pieno inverno, con quella di Napoleone da Mosca.
Federico Guglielmo portò l'esercito degli Hohenzollern a 7.000 uomini in tempo di pace e a 15-30.000 in tempo di guerra. Il successo contro Svezia e Polonia accrebbe il prestigio del Brandeburgo-Prussia, e consentì al Grande Elettore di perseguire la propria politica assolutistica nei confronti della nobiltà terriera e delle città. Nel suo testamento politico del 1667 l'elettore scrisse:
Il crescente potere degli Hohenzollern a Berlino portarono il figlio e successore di Federico Guglielmo, l'elettore Federico III, a proclamare il Regno di Prussia, e ad assumere il nome di Federico I di Prussia, nel 1701. Il nuovo re, nonostante la passione per l'opulenza barocca nelle arti, ad imitazione del palazzo di Versailles, riconobbe l'importanza dell'esercito e ne continuò l'espansione, portandolo a 40.000 uomini.

### Il "re soldato"

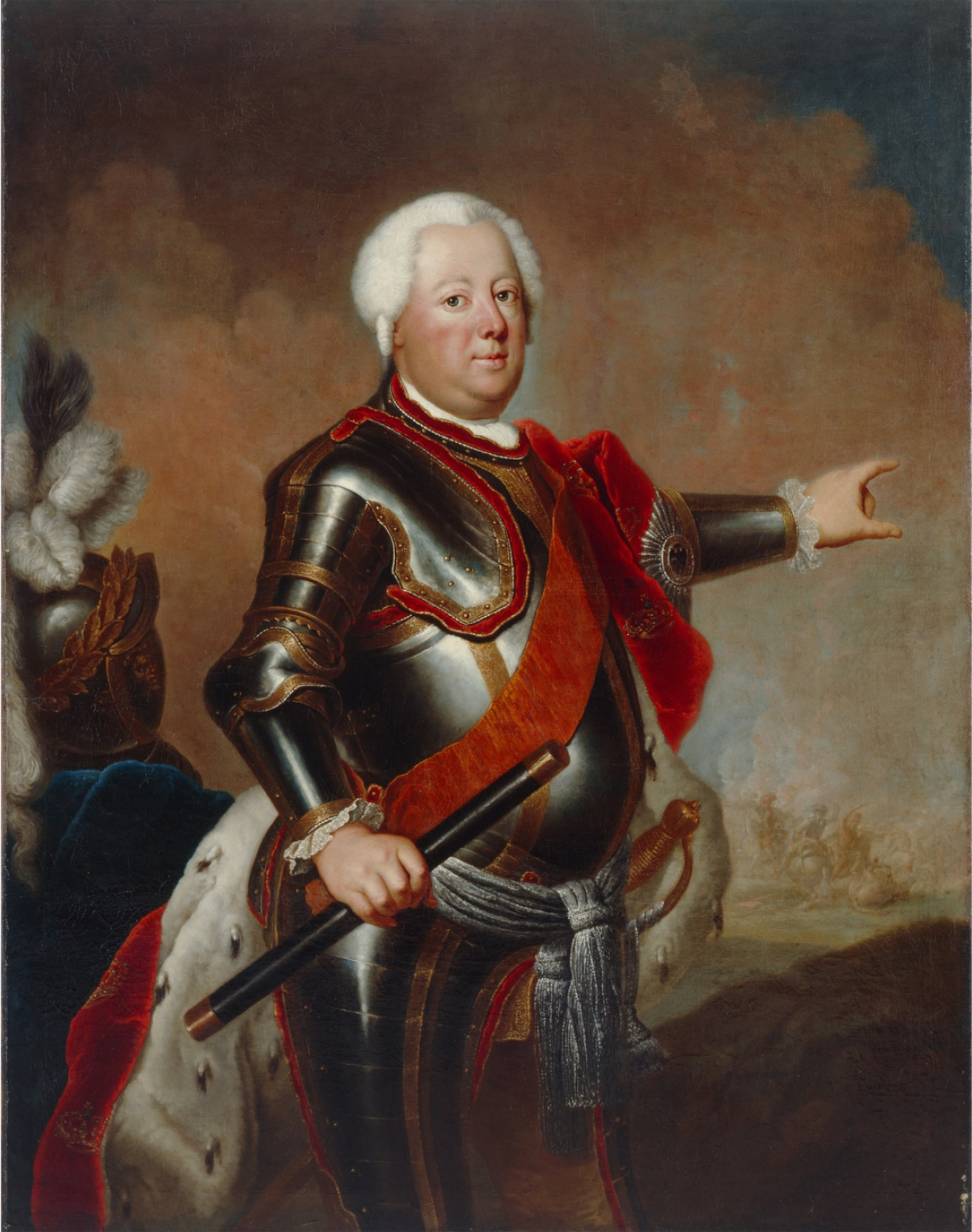
Federico Guglielmo I, il "re soldato", dipinto di Antoine Pesne

A Federico I succedette il figlio Federico Guglielmo I
(1713-1740). Il nuovo re favorì l'esercito, invece delle arti, e una generazione di giovani ambiziosi ed intelligenti entrò nelle file degli ufficiali. Anche a corte il sovrano indossava sempre la propria uniforme militare, uno stile ben presto imitato dai cortigiani e in seguito dai suoi successori.
Federico Guglielmo diede inizio al suo rinnovamento dell'esercito a partire dal suo reggimento
Kronprinz durante la guerra di successione spagnola; il suo amico Leopoldo I di Anhalt-Dessau, servendo nell'esercito prussiano, introdusse un nuovo tipo di archibugio in ferro, aumentando la potenza di fuoco, e la particolare marcia chiamata "passo dell'oca".
Il nuovo re diede grande impulso all'addestramento, specialmente curando la velocità nel tiro e le manovre in formazione; i cambiamenti diedero all'esercito flessibilità, precisione ed una cadenza di tiro ineguagliata per quei tempi: ogni soldato doveva essere in grado di sparare sei colpi al minuto, il triplo degli altri eserciti.
Le punizioni erano draconiane e nonostante la pena dell'impiccagione, molti soldati disertavano appena possibile. Le uniformi e gli armamenti furono standardizzati. Le acconciature a codino e, in alcuni reggimenti, barbe e baffi, dovevano essere di lunghezza uniforme per tutti, al punto che i soldati che non riuscivano a farsi crescere barba o mustacchi di lunghezza adeguata dovevano dipingerseli.
Federico Guglielmo ridimensionò la guardia reale ad un solo reggimento, formato da soldati di altezza superiore al normale e denominato "Potsdamer Riesengarde" ("Guardia di Giganti di Potsdam"), ma che la popolazione ribattezzò in fretta "Lange Kerlen" ("I ragazzi alti"). La cavalleria fu riorganizzata in 55 squadroni di 150 cavalli; la fanteria fu organizzata in 50 battaglioni (25 reggimenti); l'artiglieria consisteva di due battaglioni. L'esercito crebbe così da 39.000 a 45.000 uomini; e alla fine del regno di Federico Guglielmo l'esercito aveva raddoppiato le sue dimensioni. Il commissariato generale alla guerra, responsabile dell'esercito e dei rifornimenti, fu sottratto all'interferenza della nobiltà terriera e posto sotto lo stretto controllo di ufficiali nominati direttamente dal re.
Federico Guglielmo limitò l'arruolamento nel corpo degli ufficiali ai soli tedeschi e spinse gli Junker, l'aristocrazia prussiana, a servire nell'esercito: sebbene inizialmente recalcitranti, i nobili ben presto videro nella carriera militare la propria professione naturale. Fino al 1730 i comuni soldati consistevano in maggioranza di braccianti reclutati o arruolati con la forza nel Brandeburgo-Prussia, il che portava molti uomini a rifugiarsi nei Paesi vicini. Per invertire la tendenza Federico Guglielmo divise la Prussia in cantoni, ognuno chiamato a reclutare un reggimento; ogni giovane era tenuto a servire come soldato nel proprio distretto per tre mesi all'anno: ciò venne incontro alle esigenze agricole ed infoltì i ranghi delle truppe regolari.
Continuò comunque nella politica assolutista di suo nonno, aumentando la pressione fiscale per mantenere le accresciute esigenze dell'esercito. La classe media cittadina era chiamata a fornire alloggio alle truppe e a far parte dell'apparato burocratico statale. Poiché il diritto di accisa era applicato solo alle città, il sovrano era riluttante ad intraprendere una guerra poiché lo spiegamento dell'esercito in territori stranieri avrebbe privato il fisco delle entrate derivanti dall'acquartieramento delle truppe.
Alla fine del regno di Federico Guglielmo la Prussia schierava il quarto esercito più numeroso d'Europa (60.000 uomini), pur essendo dodicesima per popolazione (2,5 milioni), e il mantenimento dell'esercito costava cinque milioni di talleri su un bilancio statale di sette milioni.

### Federico il Grande

#### La guerra di successione austriaca

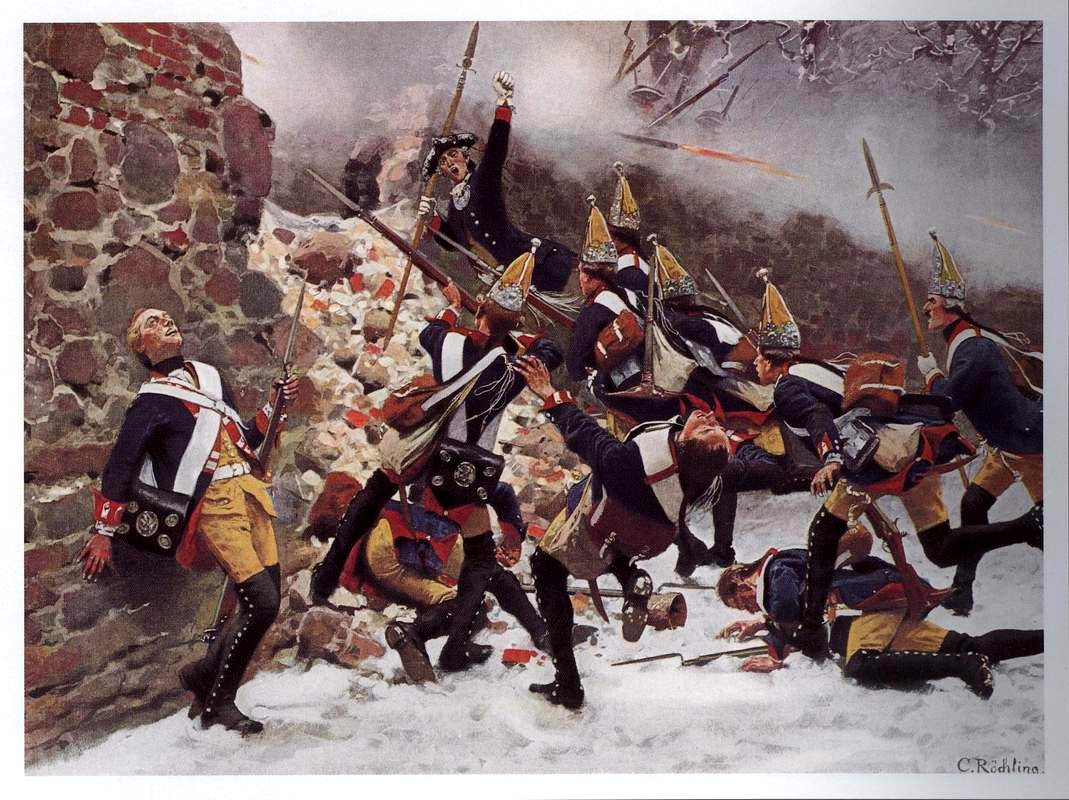
Assalto delle truppe prussiane durante la battaglia di Leuthen, 1757, di Carl Röchling.

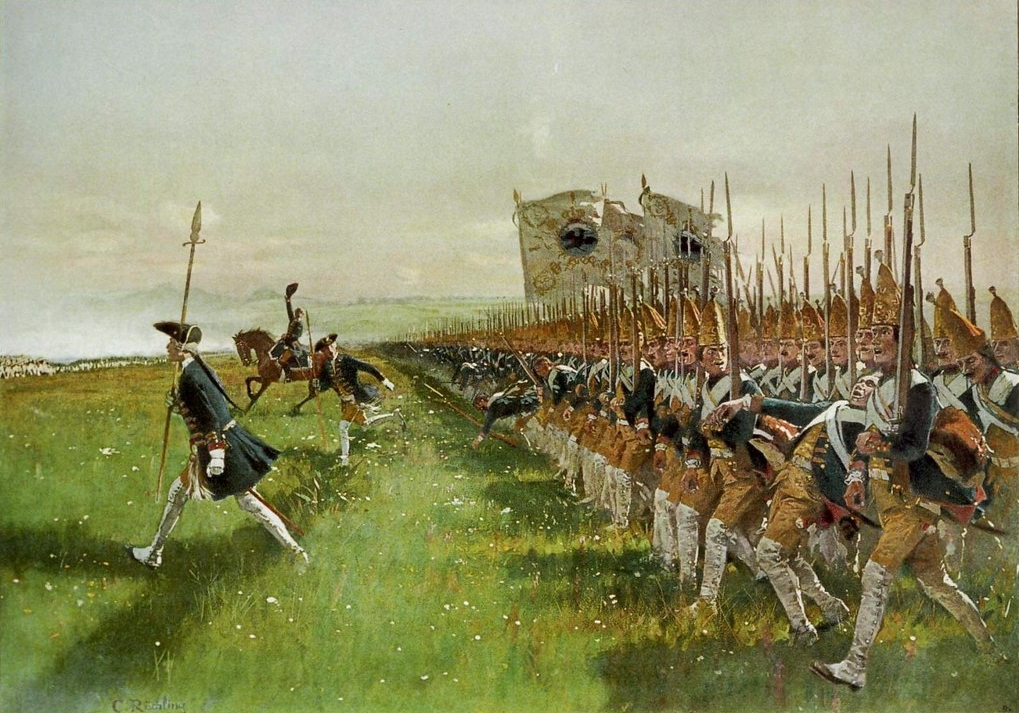
Attacco della fanteria prussiana, 4 giugno 1745, olio su tela di Carl Röchling sulla battaglia di Hohenfriedberg

A Federico Guglielmo I succedette il figlio, Federico II ("il Grande") (1740-1786), il quale sciolse immediatamente la Potsdamer Riesengarde, troppo dispendiosa, e coi fondi risparmiati creò sette nuovi reggimenti per un totale di 10.000 uomini. Il nuovo sovrano
aggiunse anche sedici battaglioni, cinque squadroni di ussari ed uno squadrone destinato a sua guardia personale.
Non tenendo in conto la Prammatica Sanzione del 1713, Federico diede inizio alla guerra di successione austriaca poco dopo la sua ascesa al trono. A Mollwitz, nonostante il poco esperto sovrano lasciasse la battaglia, l'esercito prussiano uscì vittorioso contro l'Austria, sotto la guida del feldmaresciallo Schwerin. La cavalleria prussiana di Schulenburg non diede buona prova a Mollwitz; in conseguenza di ciò i corazzieri, originariamente addestrati su cavalli pesanti, furono in seguito dotati di cavalli più leggeri e veloci, e gli ussari e i dragoni del generale Zieten furono ulteriormente potenziati. Tali cambiamenti portarono alla vittoria prussiana di Chotusitz (1742), e l'Austria cedette la Slesia a Federico con il trattato di Breslavia.
Nel settembre 1743 Federico condusse la prima manovra d'autunno (Herbstübung), in cui le differenti branche dell'esercito provarono nuove formazioni e tattiche; le manovre d'autunno divennero una tradizione annuale per l'esercito prussiano. L'Austria cercò di riottenere la Slesia con la Seconda guerra slesiana, in cui venne sconfitta nella battaglia di Hohenfriedberg (1745), in cui la cavalleria prussiana si comportò egregiamente, specie il reggimento ussari von Zieten.

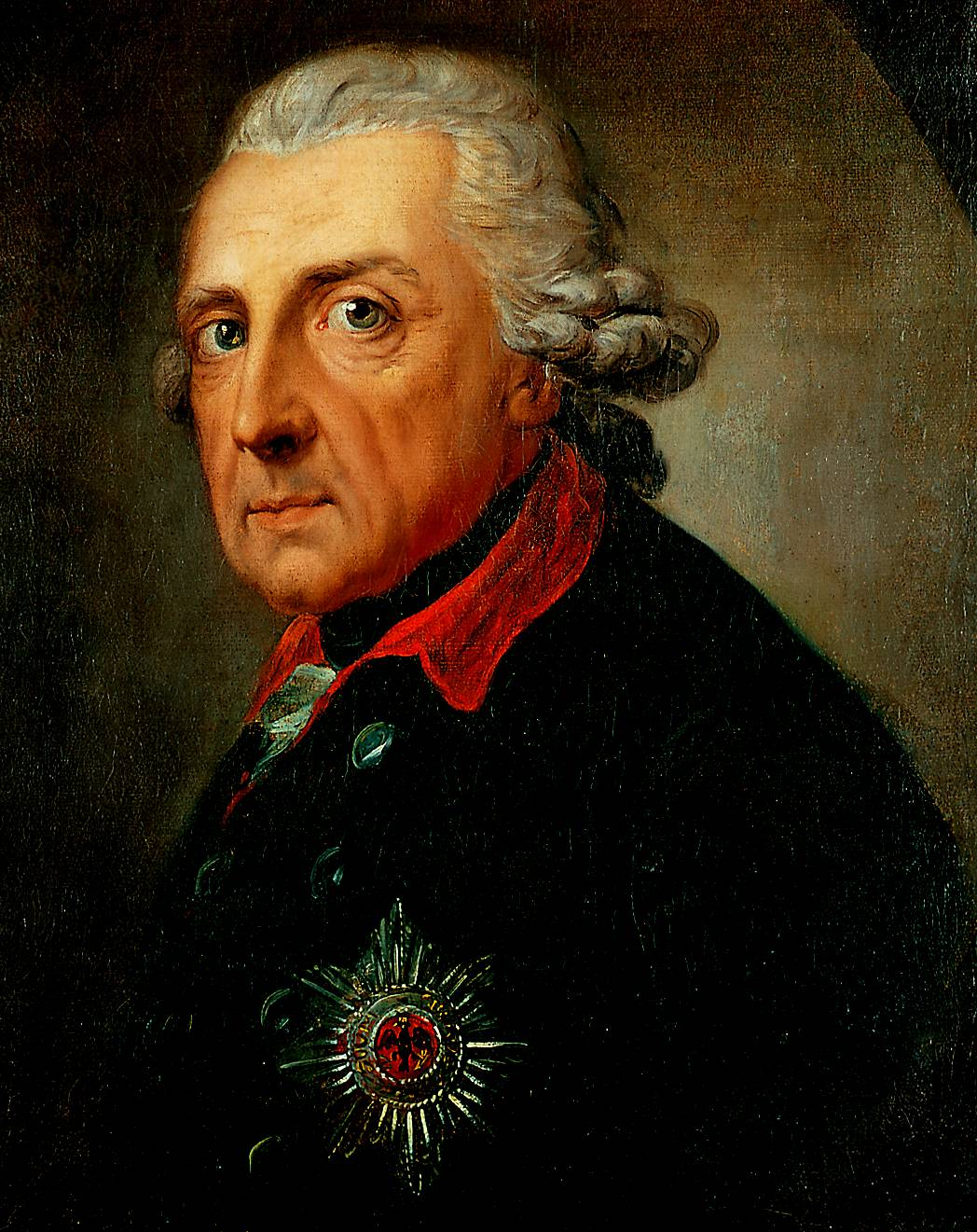
Federico il Grande.

L'Austria si alleò quindi alla tradizionale rivale, la Francia, con il Trattato di Versailles del 1756; Austria, Francia, e Russia erano quindi tutte coalizzate contro la Prussia. Federico attaccò preventivamente con un esercito di 150.000 uomini, dando inizio alla guerra dei sette anni. L'esercito austriaco era stato riformato da von Kaunitz, e i miglioramenti ottenuti si evidenziarono con la vittoria di Kolín. Federico ottenne tuttavia la sua vittoria più facile a Rossbach, dove la cavalleria prussiana di Seydlitz sbaragliò un contingente franco-imperiale di molto superiore numericamente, a prezzo di perdite risibili minime. Federico penetrò quindi in Slesia; dopo una serie di complicate manovre i prussiani colpirono l'ala dell'esercito austriaco alla battaglia di Leuthen, in seguito alla quale la provincia fu persa.

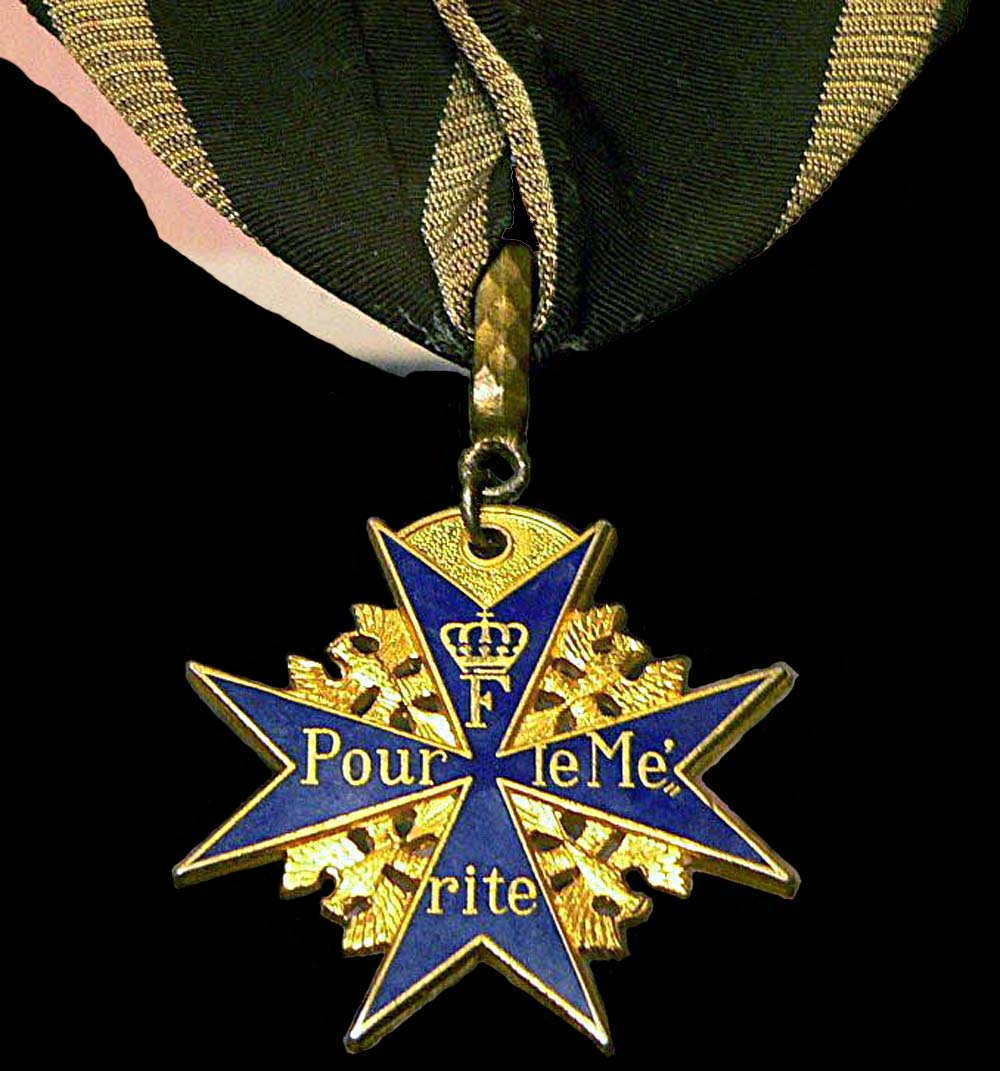
La Pour le Mérite, introdotta da Federico il Grande nel 1740.

Le manovre di Federico non ebbero gran successo contro i russi nella sanguinosa battaglia di Zorndorf, e le forze prussiane furono decisamente battute a Kunersdorf (1759). La Prussia fu prostrata per alcuni anni, ed un collasso dello Stato sembrava imminente in ragione delle perdite e della mancanza di risorse, ma Federico fu salvato da quello che fu definito "il miracolo della Casa di Brandeburgo", ossia l'uscita della Russia dalla guerra dopo l'improvvisa morte dell'imperatrice Elisabetta nel 1762. Il controllo prussiano sulla Slesia venne confermato dal trattato di Hubertusburg (1763). I sanguinosi vuoti nei ranghi dell'esercito avevano costretto il sovrano ad ammettere fra gli ufficiali anche i componenti delle classi medie, ma questa possibilità in seguito fu revocata.
La mente di Federico, votata all'offensiva, sosteneva il concetto tattico già patrimonio della falange obliqua tebana, che richiedeva grande disciplina e capacità di movimento. Sebbene fallì a Kunersdorf, la tattica fu utilizzata con gran successo a Leuthen. Dopo alcune salve iniziali, la fanteria doveva avanzare rapidamente per una carica alla baionetta, mentre la cavalleria, in formazioni numerose, attaccava con la sciabola prima che la cavalleria avversaria potesse fare lo stesso.

#### Un esercito con uno Stato

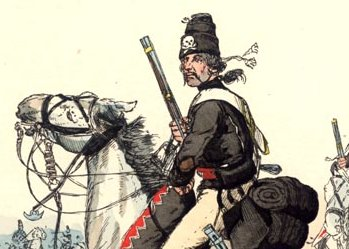
Ussaro della morte, stampa di Richard Knötel.

La prima guarnigione fu costituita a Berlino nel 1764. Mentre Federico Guglielmo I desiderava un esercito formato soprattutto da prussiani, Federico II preferì un esercito di non-prussiani, preferendo per questi ultimi ruoli produttivi nella società. L'esercito consisteva di 187.000 soldati nel 1776, 90.000 dei quali prussiani delle regioni centrali ed orientali del Paese; gli altri erano stranieri (sia tedeschi che non tedeschi), volontari o coscritti. Federico designò come guardia reale la Garde du Corps, di reclutamento nazionale. Molte truppe erano poco affidabili, come i mercenari o quelle incorporate tramite reclutamento coatto, mentre le truppe di reclutamento cantonale mostravano un forte orgoglio regionale e, in embrione, nazionale. Durante la guerra dei sette anni, i reggimenti di élite erano quasi completamente costituiti da prussiani.
Verso la fine del regno di Federico l'esercito era diventato parte integrante della società prussiana e contava 193.000 uomini. Le classi sociali erano tutte chiamate a servire lo stato, e l'esercito con esso: la nobiltà lo guidava, la classe media lo manteneva e i braccianti ne formavano le file. Il ministro Friedrich von Schrötter affermò che «La Prussia non era uno Stato con un esercito, bensì un esercito con uno Stato».

### L'era napoleonica

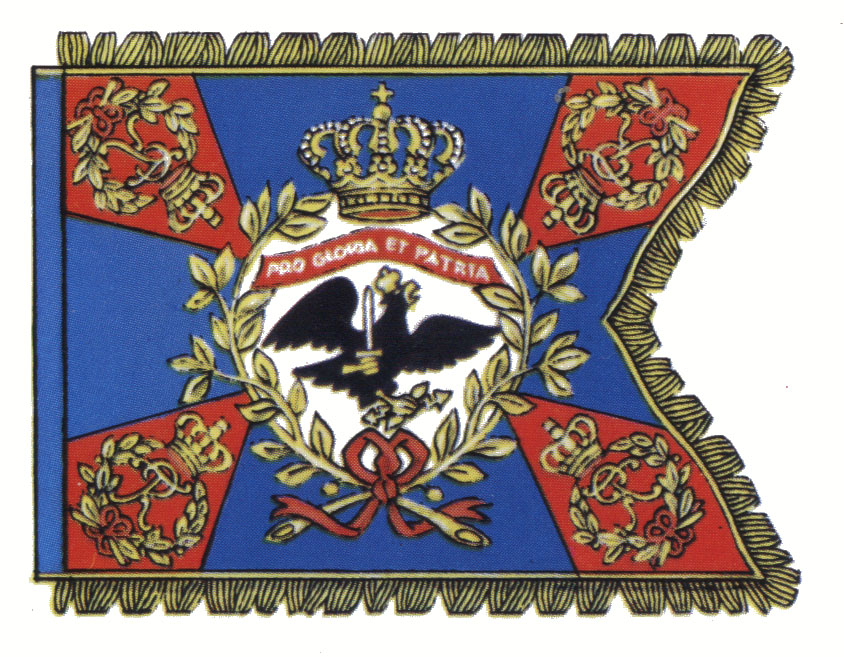
Stendardo dell'esercito prussiano usato prima del 1807.

#### La sconfitta
Il successore di Federico il Grande, suo nipote Federico Guglielmo II, poco interessato alla guerra, stabilì un'atmosfera più rilassata: delegò le responsabilità all'anziano duca di Brunswick, e l'esercito iniziò a perdere in qualità. Condotto da veterani delle guerre slesiane, era poco attrezzato per competere con la Francia rivoluzionaria, conservando il medesimo addestramento, le medesime tattiche ed anche l'armamento dei tempi di Federico il Grande, quarant'anni prima. Al contrario l'esercito francese, specie ad opera del giovane Napoleone, stava sviluppando nuovi metodi di organizzazione, rifornimento, mobilità e comando.
La Prussia lasciò la Prima coalizione con la Pace di Basilea (1795), cedendo il territorio renano alla Francia. Alla morte di Federico Guglielmo II nel 1797, lo stato era in bancarotta e l'esercito antiquato. Gli succedette il figlio, Federico Guglielmo III, che imbarcò la Prussia nella disastrosa Quarta coalizione. L'esercito prussiano fu pesantemente sconfitto nelle battaglie di Saalfeld e di Jena nel 1806. La famosa disciplina prussiana venne meno, e i reparti sul campo si arresero in massa, così come le guarnigioni. Alcuni comandanti prussiani dettero buona prova, come L'Estocq ad Eylau, Gneisenau all'assedio di Kolberg, e Blücher a Lubecca, ma ciò non era abbastanza per rovesciare le sorti di Jena. La Prussia, con la Pace di Tilsit (1807) dovette piegarsi ad accettare una vasta perdita di territori, un esercito di soli 42.000 uomini ed un'alleanza con la Francia.

#### La riforma

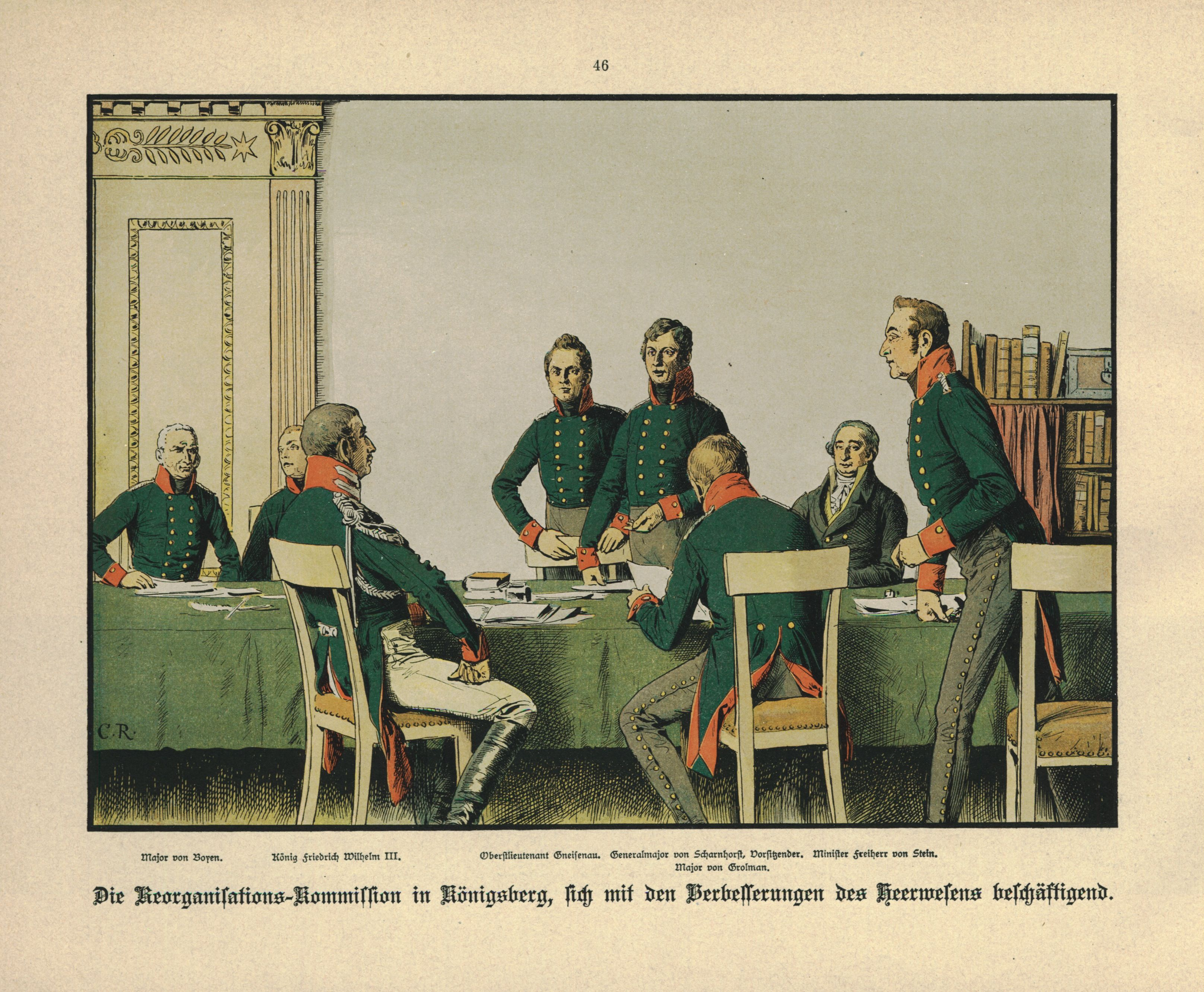
L'incontro dei riformatori a Königsberg nel 1807, dipinto di Carl Röchling.

La sconfitta e la disorganizzazione dell'esercito scioccarono la classe dirigente prussiana, che dopo le vittorie di Federico il Grande si era sentita invincibile. Mentre Stein ed Hardenberg iniziarono a modernizzare lo Stato, Scharnhorst si dedicò a riformare l'esercito: fu posto alla guida di un comitato che comprendeva Gneisenau, Grolman, Boyen, e i civili Stein e Könen. Lo stesso Clausewitz assistette alla riorganizzazione. Scoraggiati dalla reazione di indifferenza espressa dalla popolazione di fronte alle sconfitte del 1806, i riformatori vollero coltivare il patriottismo della nazione. Le riforme di Stein abolirono la servitù della gleba nel 1807 e conferirono autonomia governativa alle città nel 1808.

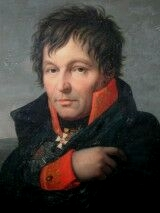
Gerhard von Scharnhorst.

I generali furono sostituiti in massa: dei 143 in carica nel 1806, solo Blücher e Tauentzien combatterono nella Sesta coalizione; a molti fu concesso di riscattare la propria reputazione nella guerra del 1813. Il corpo degli ufficiali fu nuovamente reso accessibile alla classe media nel 1808, mentre l'avanzamento ai gradi superiori fu basato sull'istruzione. Federico Guglielmo III istituì il ministero della Guerra nel 1809, e Scharnhorst fondò nel 1810 a Berlino una scuola di addestramento per ufficiali, destinata a diventare poi l'accademia militare prussiana.
Scharnhorst raccomandò l'adozione della levée en masse, il sistema di coscrizione utilizzato in Francia. Creò il Krümpersystem, secondo cui ogni compagnia sostituiva mensilmente 3-5 uomini, il che significava fino a 60 soldati, oltre a quelli in ferma permanente, addestrati ogni anno. Il sistema garantiva all'esercito una riserva di 30.000-150.000 uomini. Il Krümpersystem fu anche l'inizio per la Prussia della ferma breve obbligatoria, al posto dell'arruolamento a lungo termine precedentemente in uso. Poiché la Francia occupante vietò la formazione di divisioni, l'esercito prussiano fu suddiviso in sei brigate, ognuna costituita da sette-otto battaglioni di fanteria e dodici squadroni di cavalleria. Tali brigate combinate erano completate da tre brigate di artiglieria.
Le punizioni corporali furono in gran parte abolite, l'addestramento si svolse in gran parte sul campo e fu dato rilievo alle tattiche da tirailleur. Scharnhorst promosse l'integrazione tra fanteria, cavalleria ed artiglieria per un uso combinato delle tre armi; gli equipaggiamenti e le tattiche furono aggiornati alla luce delle campagne napoleoniche. Il manuale d'istruzione edito da Yorck von Wartenburg nel 1812 sottolineò l'importanza del coordinamento fra le armi e della rapidità di movimento. Nel 1813 Scharnhorst riuscì ad affiancare ad ogni comandante di unità un capo di Stato Maggiore addestrato in accademia.
Alcune riforme furono contestate dai tradizionalisti, legati al passato di Federico il Grande come lo stesso Yorck, i quali temevano che elementi provenienti dalla classe media avrebbero eroso i privilegi aristocratici del corpo ufficiali, e promosso le idee della Rivoluzione francese. Il processo di rinnovamento dell'esercito fu bruscamente arrestato dalla morte di Scharnhorst nel 1813, e l'evoluzione in senso più democratico e borghese della classe militare perse terreno di fronte alle inclinazioni reazionarie del governo.

### Le guerre di liberazione

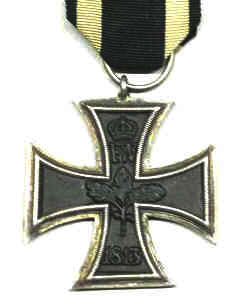
La Croce di Ferro, introdotta da Federico Guglielmo III nel 1813.

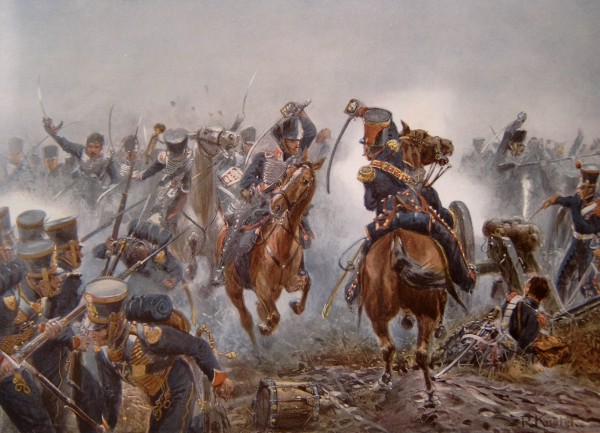
Ussari prussiani alla battaglia di Lipsia, 1813

I riformatori e molta parte dell'opinione pubblica premevano Federico Guglielmo III per un'alleanza con l'Austria nella Quinta coalizione, contro la Francia. Quando il re rifiutò di avallare una nuova guerra, Schill attaccò col suo reggimento di ussari gli occupanti francesi, sperando di provocare una sollevazione generale. Il re considerò Schill un ammutinato e la ribellione fu stroncata a Stralsund da truppe danesi ed olandesi sotto il comando francese. Il trattato franco-prussiano del 1812 costrinse la Prussia a fornire 20.000 uomini alla Grande Armée, prima sotto il comando di Grawert quindi di Yorck. L'occupazione della Prussia fu rafforzata, e 300 ufficiali prussiani, demoralizzati, diedero le dimissioni in segno di protesta.
Durante la ritirata di Russia del 1812, Yorck firmò autonomamente una tregua con la Russia (Convenzione di Tauroggen), segnando con ciò la rottura dell'alleanza franco-prussiana. Stein giunse nella Prussia orientale e arruolò una milizia, o Landwehr, per difendere la provincia. Con l'entrata della Prussia nella Sesta coalizione Federico Guglielmo III mobilitò l'esercito e una Landwehr nacque anche nel resto del Paese. In confronto col 1806 la popolazione prussiana, specie la classe media, era favorevole alla guerra, e migliaia di volontari si unirono all'esercito. Le truppe guidate da Blücher, Gneisenau e von Bülow dimostrarono grande slancio alle battaglie di Lipsia (1813) e Waterloo (1815). Gli ufficiali di Stato Maggiore successivi si dissero impressionati dalla capacità di operare in maniera coordinata delle varie unità dell'esercito prussiano. La Croce di Ferro fu introdotta come decorazione militare da Federico Guglielmo III nello stesso 1813.

### Il XIX secolo

#### Un bastione del conservatorismo

Bandiera da guerra prussiana

Lo Stato Maggiore generale tedesco, che si sviluppò a partire dalla pratica delle riunioni informali fra i riformatori del periodo napoleonico, fu istituito formalmente nel 1814. Nello stesso anno Boiyen e Grolman presentarono una legge in favore della coscrizione obbligatoria, secondo cui gli uomini avrebbero servito prima nell'esercito regolare, quindi nella Landwehr, quindi, sino all'età di 39 anni, nella locale Landsturm. I 136.000 uomini dell'esercito regolare servivano per tre anni, quindi passavano nella riserva per altri due, mentre i 163.000 uomini della Landwehr prestavano un servizio militare di alcune settimane l'anno per sette anni. Boyen e Blücher sostennero fortemente, tanto quanto l'esercito regolare, l'esercito "civile" della Landwehr, destinata a cementare ambiente militare e società civile.
Durante la crisi costituzionale del 1819, Federico Guglielmo III sancì l'adesione della Prussia agli antirivoluzionari Decreti di Carlsbad. Le forze conservatrici interne alla Prussia, come Wittgenstein, rimanevano contrarie alla coscrizione e alla Landwehr popolare. Federico Guglielmo III ridusse la forza della milizia e la pose sotto il controllo dell'esercito regolare nel 1819, il che portò alle dimissioni di Boyen e Grolman e alla fine del movimento di riforma. L'ideale di Boyen di un esercito di soldati-cittadini fu rimpiazzato dalla figura di un esercito di professionisti, differente e separato rispetto alla società civile.

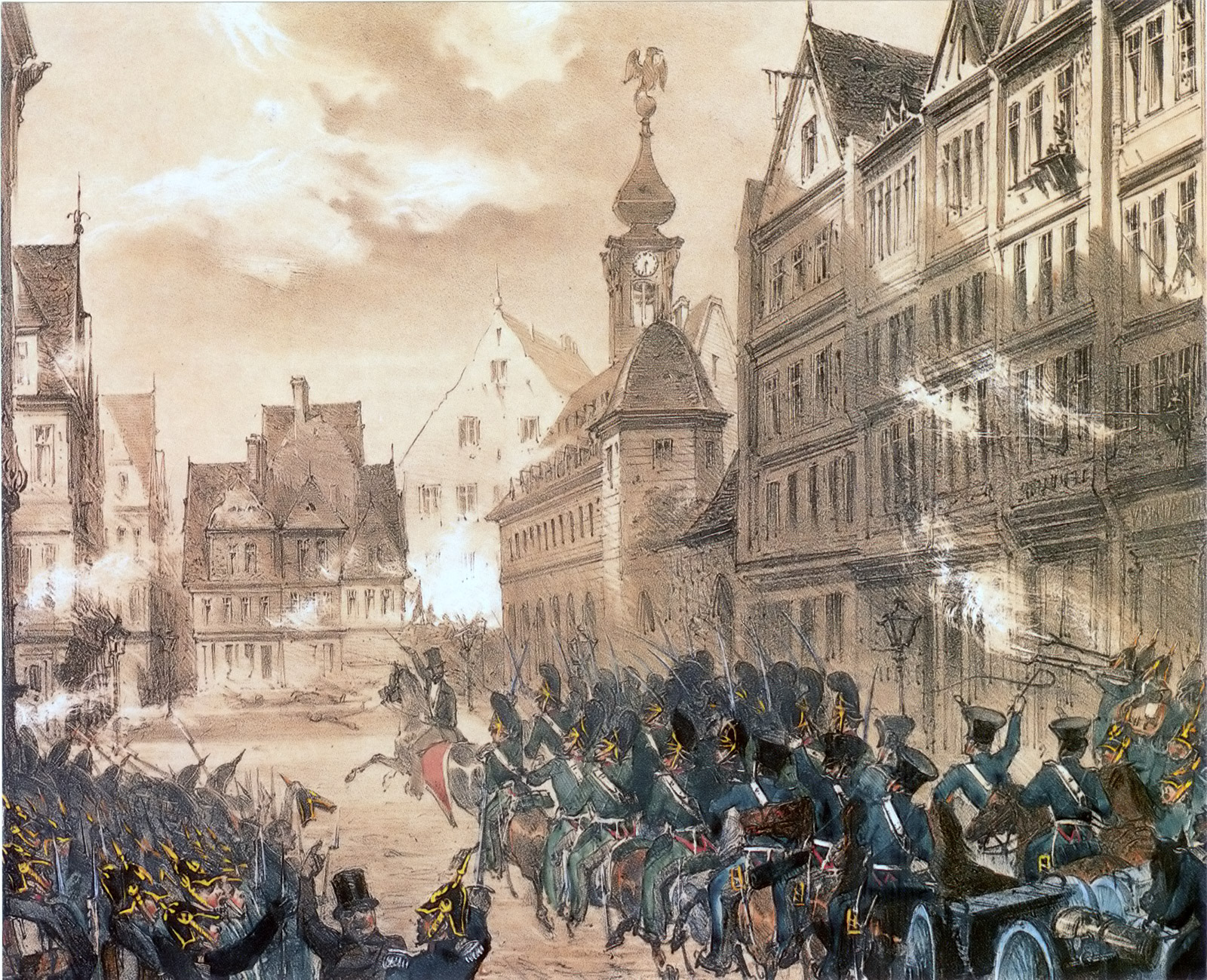
L'assalto alle barricate di Francoforte da parte delle truppe dell'Assia, sostenute dalla Prussia nel 1848.

Alla metà del XIX secolo la Prussia era vista da molti liberali tedeschi come lo Stato maggiormente in grado di unificare i numerosi stati della Confederazione tedesca, ma il governo conservatore utilizzò l'esercito per reprimere le tendenze interne liberali e democratiche durante gli anni trenta e quaranta. Re Federico Guglielmo IV inizialmente sembrò un sovrano liberale, ma si oppose alla stesura di una costituzione invocata dai riformatori; quando a Berlino si innalzarono le barricate della rivoluzione del 1848, il re solo con riluttanza consentì alla creazione di una forza di difesa civile (Bürgerwehr) nella capitale. In un primo tempo fu convocata un'assemblea nazionale per stendere una costituzione, ma la sua lentezza consentì alle forze reazionarie di rafforzarsi: Wrangel guidò la riconquista di Berlin, sostenuta dalla classe media intimorita da una rivoluzione popolare. Le truppe prussiane furono quindi utilizzate per reprimere l'insurrezione in molte altre città tedesche.
Alla fine del 1848 Federico Guglielmo emanò la Costituzione del Regno di Prussia; l'opposizione liberale ottenne la creazione di un parlamento, ma la costituzione era di gran lunga un documento conservatore che riaffermava la supremazia regale. L'esercito era una sorta di guardia pretoriana al di fuori della Costituzione, soggetto unicamente al sovrano. Il ministro della guerra era l'unico militare tenuto a prestare giuramento di difendere la costituzione, il che portò ministri come Strotha, Bonin, e Waldersee ad attirarsi le critiche del re o del parlamento, a seconda della rispettive vedute politiche. Gli stanziamenti per l'esercito dovevano essere approvati dalla Camera bassa del parlamento. Racconti e memorie tesi a glorificare l'esercito, specie riguardo alle guerre napoleoniche, iniziarono ad essere pubblicati per accattivare l'opinione pubblica. La sconfitta di Olmütz dei piani liberali di unire la Germania tramite la Prussia incoraggiò le forze reazionarie.
Quando Federico Guglielmo IV ebbe un ictus, nel 1858, divenne reggente suo fratello Guglielmo I; questi desiderava riformare l'esercito, che esponenti conservatori come von Roon consideravano indebolito rispetto al 1820 a causa delle influenze liberali. Il sovrano voleva incrementare il numero delle truppe: con una popolazione che era salita da 10 a 18 milioni di persone dal 1820 il reclutamento annuale era sempre di 40.000 uomini. Nonostante l'opposizione di Bonin al desiderio di Roon di indebolire la Landwehr, Guglielmo I era allarmato dagli afflati nazionalistici della seconda guerra d'indipendenza italiana; Bonin si dimise da ministro della guerra e fu rimpiazzato da von Roon.

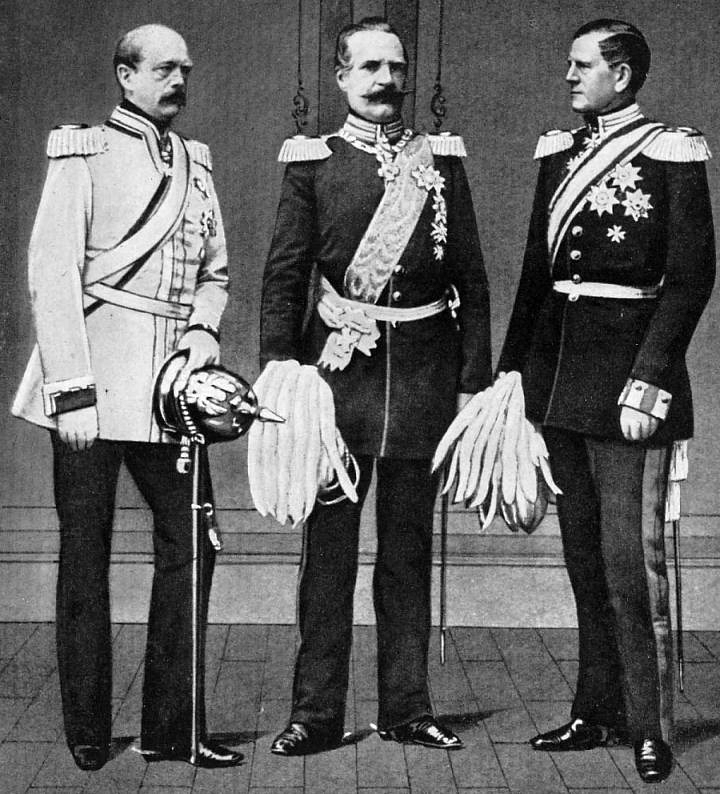
Bismarck, von Roon e von Moltke negli anni sessanta dell'Ottocento.

Nel febbraio 1860 il governo sottopose la riforma di Roon al Parlamento; questo si oppose a molti punti del progetto, specie all'indebolimento della Landwehr, e propose un testo rivisto che scartava gran parte delle riforme desiderate dal governo. Il ministro delle Finanze, von Patow, ritirò il progetto il 5 maggio e chiese invece un semplice incremento di stanziamenti di nove milioni di talleri, che fu approvato. Guglielmo aveva intanto dato il via alla creazione di reggimenti combinati per rimpiazzare la Landwehr, processo che fu accelerato dai nuovi fondi. Sebbene il Parlamento fosse contrario, Guglielmo mantenne i nuovi reggimenti, agli ordini di von Manteuffel. La Landwehr liberale e borghese fu quindi messa in sottordine rispetto all'esercito regolare, composto in gran parte da braccianti leali alla monarchia degli Hohenzollern e agli Junker.

#### Von Moltke il Vecchio
Helmuth Karl Bernhard von Moltke, capo dello Stato Maggiore generale dal 1857 al 1888, modernizzò l'esercito prussiano. Potenziò lo Stato Maggiore generale, creando suddivisioni attive in tempo di pace come la Sezione mobilitazione, la Sezione geografico-statistica e la Sezione di storia militare. Nel 1869 pubblicò un manuale di operazioni, Istruzioni per comandanti di grandi unità, dove affermava: «La moderna condotta della guerra è segnata dalla necessità di prendere importanti e rapide decisioni». Von Moltke fu un fervente sostenitore dei cosiddetti "kriegspiel" come addestramento per gli ufficiali ed introdusse il fucile Dreyse a retrocarica, che consentiva una cadenza di fuoco decisamente più elevata. Von Moltke enfatizzò il ruolo strategico della ferrovia, promuovendo la costruzione delle linee ferroviarie interne nelle direzioni di presumibile dispiegamento delle truppe. Poiché gli eserciti moderni erano diventati troppo grandi ed ingombranti per essere controllati da un singolo comando, favorì l'autonomia delle armate, come tanti piccoli eserciti indipendenti: una volta che un'armata venisse a contatto col nemico bloccandolo, una seconda sarebbe giunta attaccandolo ai fianchi o da tergo; von Moltke predicava quindi la Kesselschlacht, o battaglia di accerchiamento.

#### Le guerre di unificazione

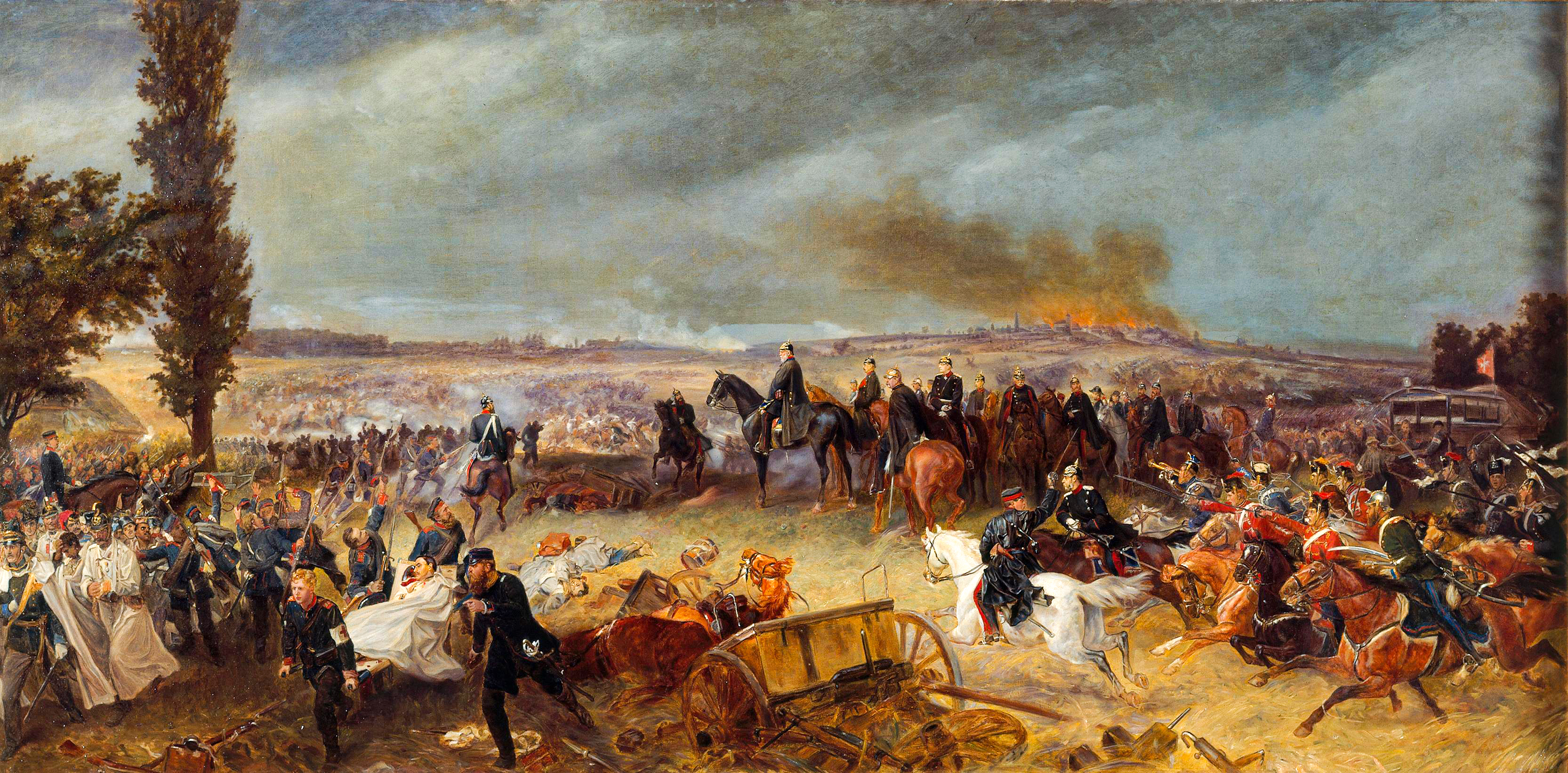
Battaglia di Königgrätz, 1866, di Georg Bleibtreu.

L'esercito prussiano sconfisse le forze danesi nella battaglia di Dybbøl durante la Seconda guerra dello Schleswig (1864), il che consentì alla Prussia e all'Austria di reclamare lo Schleswig e l'Holstein, rispettivamente. I contrasti orchestrati ad arte dal primo ministro prussiano Otto von Bismarck condussero alla guerra austro-prussiana (1866). I fucili Dreyse della fanteria prussiana ebbero grande successo contro gli austriaci, sconfitti a Königgrätz. Sotto la guida di von Moltke l'esercito prussiano si impose poi sull'esercito francese nella guerra franco-prussiana (1870). A differenza degli austriaci i francesi erano dotati dell'efficiente fucile Chassepot, superiore all'arma prussiana; tuttavia l'artiglieria prussiana fu determinante contro i francesi, frequentemente fiancheggiati o circondati dalle più mobili truppe avversarie. In Prussia l'ondata di patriottismo derivante dalle vittorie militari iniziò a minare le resistenze liberali all'assolutismo.
I successi prussiani consentirono l'unificazione della Germania nel 1871 e l'incoronazione di Guglielmo I come imperatore di Germania, e l'esercito prussiano costituì il nerbo dell'Esercito imperiale tedesco (Reichsheer).

### La Germania imperiale

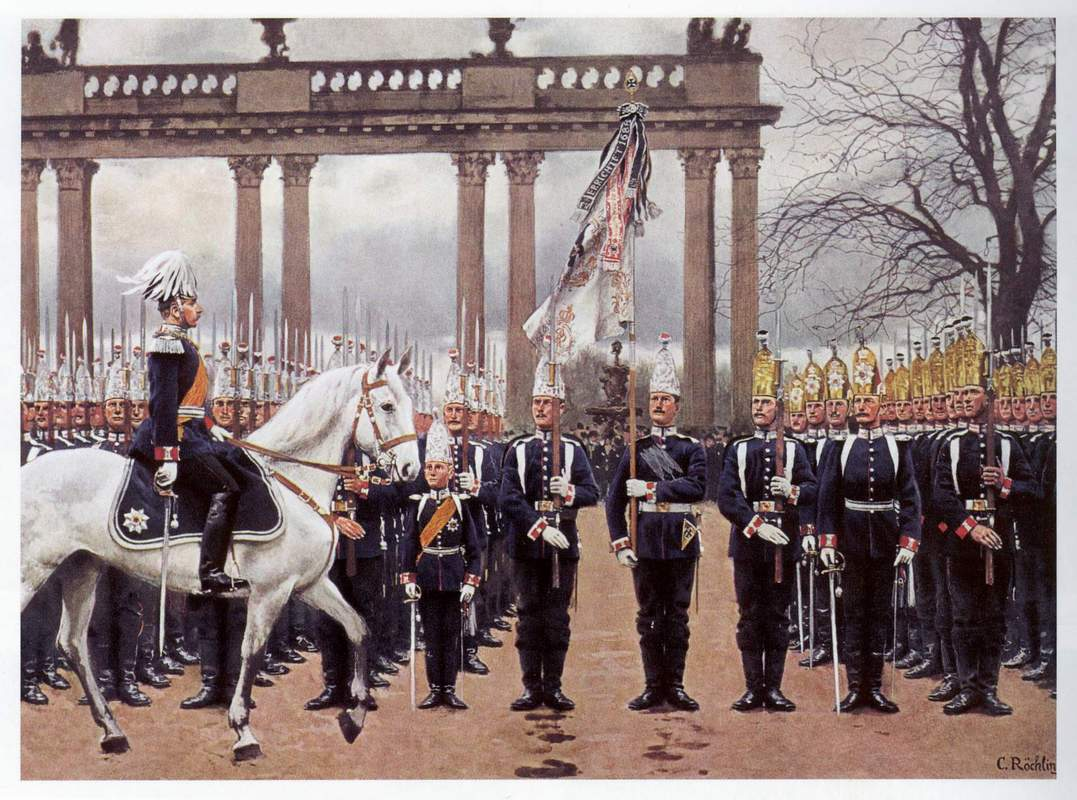
L'imperatore Guglielmo II passa in rivista le truppe, di Carl Röchling

L'esercito imperiale tedesco ereditò molta parte delle tradizioni e concetti dell'esercito prussiano, che ne era la componente maggiore. Secondo l'articolo 61 della costituzione imperiale, il codice militare prussiano fu introdotto in tutto il Reich, e i capi militari conservatori assunsero un ruolo crescente nella politica estera ed interna.
Alla fine del XIX secolo gli ufficiali prussiani potevano dividersi in due gruppi: quelli che consideravano essenziale l'ardimento e la capacità di sacrificio delle truppe e quelli che appoggiavano la tecnologia e la manovra per minimizzare le perdite; le innovazioni tecnologiche, incontrate per la prima volta durante la guerra franco-prussiana, come la mitragliatrice, aumentarono l'efficacia difensiva: per i sostenitori dell'offensiva ad oltranza gli attacchi diventavano sempre più assalti votati al sacrificio.
L'esercito imperiale fu dopo la prima guerra mondiale rimpiazzato dalla Reichswehr della Repubblica di Weimar; sebbene il Trattato di Versailles tentasse di disarmare la Germania, la Reichswehr mantenne molte delle tradizioni dell'esercito prussiano, lo Stato Maggiore generale fu mascherato come un informale Truppenamt (ufficio truppe), mentre l'accademia militare fu sostituita da scuole decentrate a livello di divisione. Seeckt, a capo della Reichswehr, designò i battaglioni del nuovo esercito a succedere alle tradizioni dei reggimenti prussiani.
Nel periodo fra le due guerre gli ufficiali tedeschi si dedicarono a sviluppare la guerra manovrata: l'introduzione di forze corazzate ed aviazione diede ulteriore impulso alla guerra di movimento, portando infine alla dottrina della Blitzkrieg.

## Caratteristiche
| Anno    | 1646   | 1656    | 1660    | 1688    | 1713    | 1719    | 1729    | 1740    | 1756    | 1786    | 1806    |
| ------- | ------ | ------- | ------- | ------- | ------- | ------- | ------- | ------- | ------- | ------- | ------- |
| Soldati | 14.000 | 25.000  | 8.000   | 30.000  | 38.000  | 54.000  | 70.000  | 83.000  | 150.000 | 193.000 | 240.000 |
| Anno    | 1807   | 1813    | 1815    | 1825    | 1840    | 1859    | 1861    | 1867    | 1870    | 1875    | 1888    |
| Soldati | 63.000 | 300.000 | 358.000 | 130.000 | 135.000 | 150.000 | 211.000 | 264.000 | 313.000 | 325.000 | 377.000 |

Già dal XVII secolo l'esercito di Brandeburgo-Prussia era caratterizzato da iniziativa, manovrabilità e atteggiamento offensivo; lo Stato degli Hohenzollern spesso patì un'inferiorità di risorse e manodopera rispetto agli avversari, così le strategie prussiane si focalizzarono sul conseguimento di una rapida e decisiva vittoria per evitare una logorante guerra d'attrito: la cosiddetta Bewegungskrieg, o guerra di movimento, nel tentativo di accerchiare o fiancheggiare il nemico; tale enfasi riguardo alle battaglie decisive comportò tuttavia una mancanza di esperienza nella guerra d'assedio, in cui i prussiani erano considerati poco competenti.
Durante gli anni quaranta del XVIII secolo Federico il Grande emanò una serie di regolamenti e documenti riguardo alle esperienze delle guerre slesiane, focalizzati sulla velocità e l'offensiva. La cavalleria leggera fu preferita a quella pesante, più lenta; mentre gli ussari sotto Federico Guglielmo I erano considerati truppe di élite, suo figlio li integrò del tutto nell'esercito. L'artiglieria utilizzò cannoni da tre libbre che compensavano la scarsa potenza con l'elevata versatilità. Dopo aver sofferto la superiorità austriaca nella manovra durante la Seconda guerra slesiana, Federico prese ad enfatizzare l'attacco d'impeto rispetto alla guerra d'attrito; piuttosto che l'attacco frontale il sovrano tentò di applicare l'ordine obliqui, per cui l'ala più forte dell'attaccante si rivolgeva all'ala nemica più debole o al fianco. Federico il Grande distillò il massimo stile di combattimento prussiano alla battaglia di Leuthen, auspicando un attacco contro il nemico «anche se si trovasse sulla cima dello Zobtenberg».
L'atteggiamento offensivo prussiano era ben radicato nel corpo ufficiali. Il maggior generale Flies lanciò senza successo le sue truppe all'attacco nella battaglia di Langensalza, nonostante fossero numericamente inferiori agli hannoveriani ed avessero a poca distanza i rinforzi di von Falckenstein. Similmente, von Kirchbach sopportò pesanti perdite alla battaglia di Wœrth per non aver voluto attendere rinforzi. Von Moltke desiderava una rapida campagna in Boemia contro l'Austria cosicché la Russia o la Francia non fossero coinvolte nella guerra austro-prussiana. Sebbene von Moltke considerasse troppo lenta la marcia attraverso la Boemia del principe Federico Carlo di Prussia, lo storico Hans Delbrück considera l'attacco del "Principe rosso" a Königgrätz perfettamente in linea con la tradizione prussiana, «che, per il coraggio di perdere una battaglia, la vince».

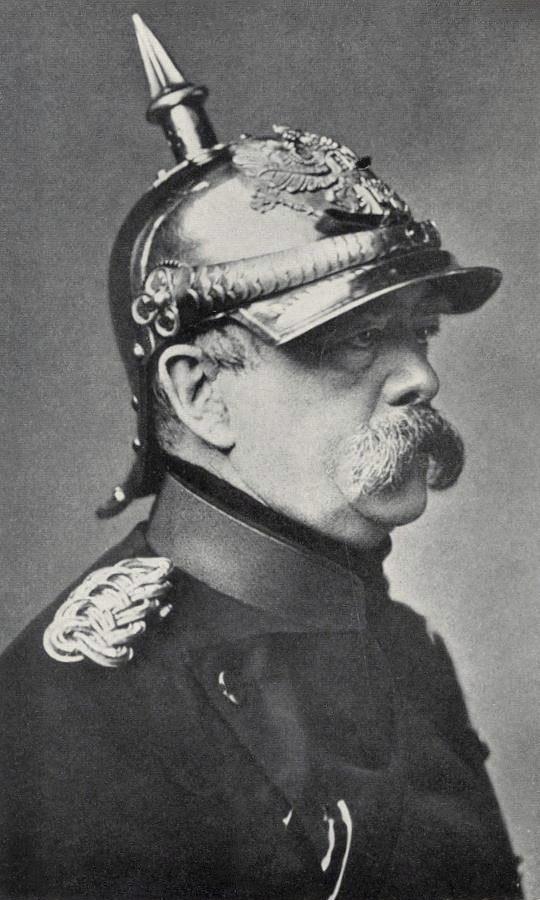
Otto von Bismarck indossa un Pickelhaube, uno fra i simboli della tradizione militare prussiana

Lo stile di guerra prussiano, basato sul movimento e sui rapidi colpi offensivi, era ben concepito per campagne ambientate nel sistema di infrastrutture dell'Europa centrale ed occidentale, ma fallì quando applicato dalla Wehrmacht sul fronte orientale e africano.
Inoltre, il sistema prussiano (e poi quello tedesco) erano carenti per quanto riguarda lo spionaggio, il controspionaggio e la logistica. Se il nemico resisteva agli attacchi iniziali, il sistema incontrava grande difficoltà a sostenere una Stellungskrieg (guerra di posizione).
L'esercito prussiano è spesso ricordato per aver applicato il comando flessibile della Auftragstaktik (tattica di missione), secondo cui gli ufficiali inferiori erano in grado di comandare in base all'iniziativa personale. Ciò nacque dalle relazioni esistenti fra l'aristocrazia degli Junker, che costituiva la maggioranza del corpo ufficiali, e la monarchia: in cambio del supporto politico dei nobili il sovrano garantì loro maggiori privilegi sui loro possedimenti e maggiore iniziativa in battaglia. Secondo la teoria dell'Auftragstaktik, il comandante indicava gli obiettivi di missione ai subordinati, che potevano eseguire gli ordini nella maniera secondo loro migliore. Gneisenau fu uno dei primi sostenitori dell'Auftragstaktik, e von Moltke interpretò la teoria come «più alta l'autorità, più corti e generali [devono essere] gli ordini»; ai subordinati era ovviamente garantito un notevole margine di manovra per raggiungere gli obiettivi. Gli storici di XIX secolo considerarono la battaglia di Leuthen come uno dei migliori esempi di Auftragstaktik ed uno dei primi esempi di uso combinato delle diverse armi.
Spesso associato in maniera stereotipata all'esercito prussiano fu il Pickelhaube, o elmetto chiodato, in uso nel XIX ed inizio XX secolo. Le battaglie vittoriose erano celebrate con marce quali l'Hohenfriedberger Marsch, che si dice scritta da Federico il Grande dopo la battaglia di Hohenfriedberg, e la Königgrätzer Marsch, del compositore Johann Gottfried Piefke. La parata di tamburi detta Großer Zapfenstreich è ancora in uso nella moderna Bundeswehr. La Croce di Ferro, adottata dall'Impero tedesco e dagli stati che gli succedettero, è anch'essa ancora un simbolo della Bundeswehr, pur non rientrandone fra le decorazioni.